# 非暴力
非暴力（ひぼうりょく、英:Nonviolence）とは、体制変革における理念のひとつであり、ハト派で、抑圧を受けている民衆が政治体制の変革を求めるにあたって、戦闘的、暴力的に支配者を倒すことではなく、粘り強く、弾圧されても決して屈せずに、言論を以って変革の必要を主張し続けることである。

## 思想の根源

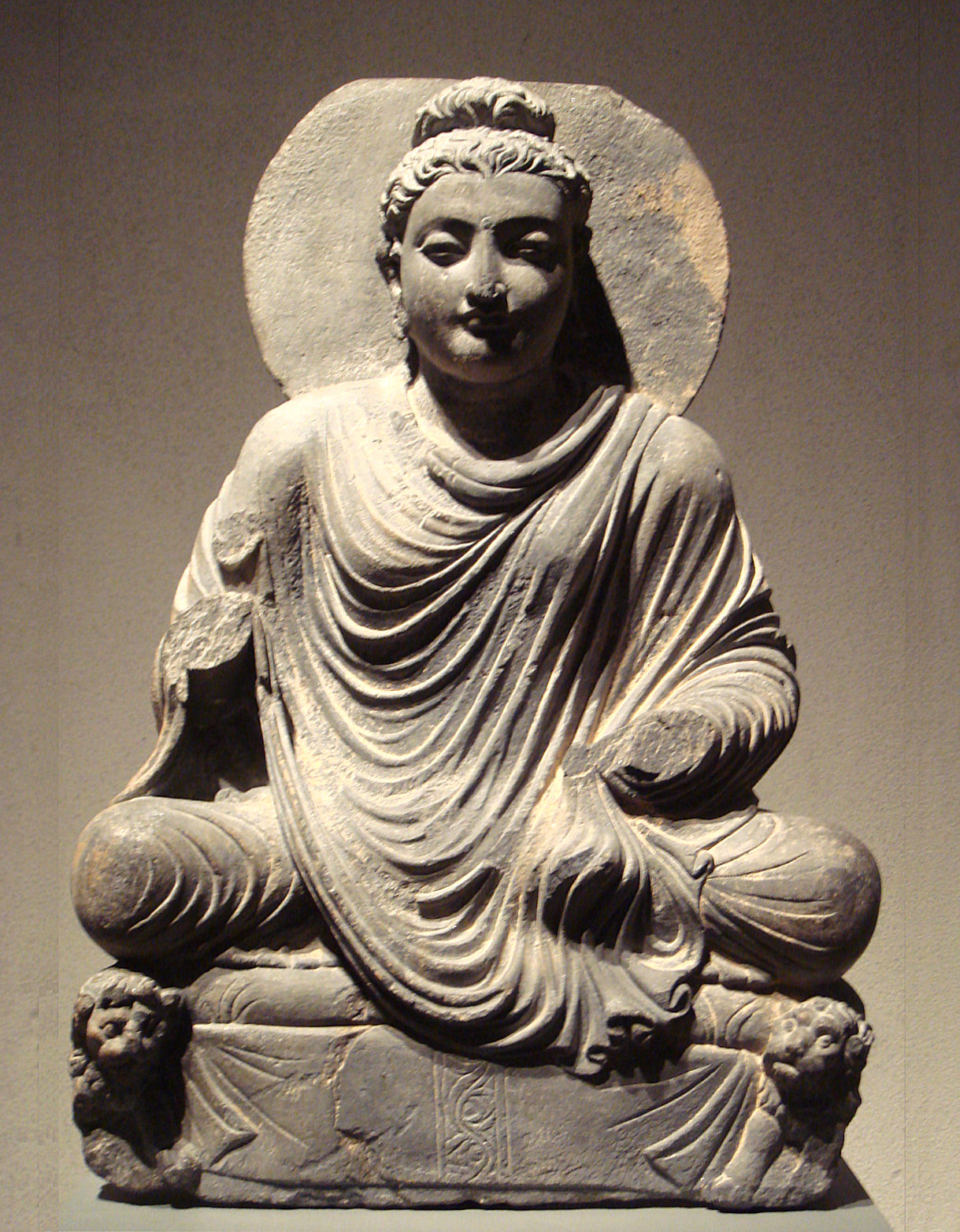
ブッダ

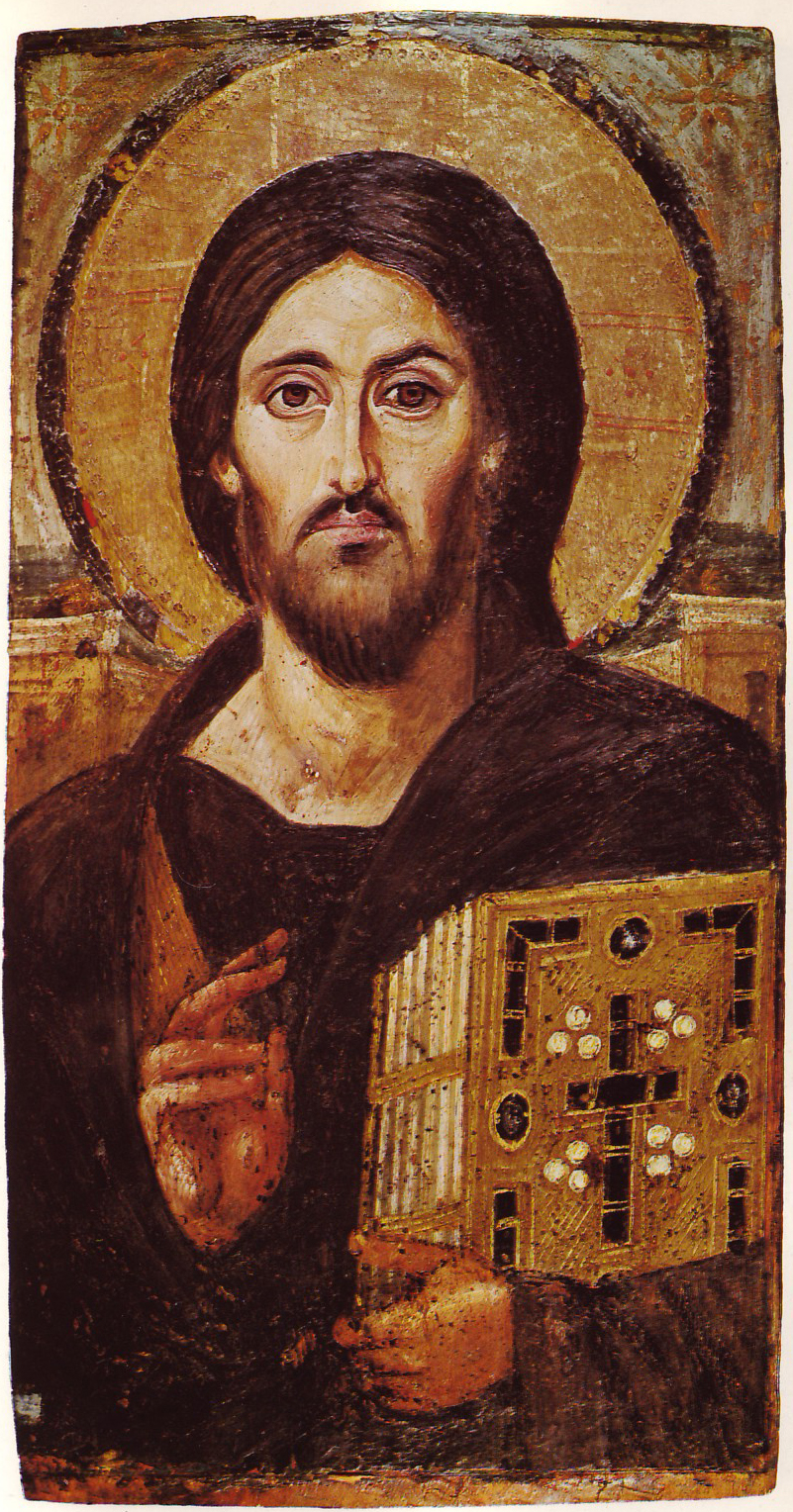
イエス・キリスト

非暴力主義思想の根源は、仏教やジャイナ教、新約聖書に書かれたイエス・キリストの言葉等に見る事が出来る。
最古の仏典スッタニパータでは「生きものをみずから害してはならない。また他人に殺させてはならない。また他の人々が殺害するのを容認してはならない」と説かれている。原始仏教の僧団規定によると、出家修行者は出征軍を観てもならず、特別の理由で軍隊に止宿せざるを得なかった場合、二、三夜ほどなら許されるが、その間も整列・配置・閲兵式を観ることが禁じられていた。
マタイによる福音書には「悪人に手向かってはならない」「剣を鞘におさめよ。剣による者は、みな剣によって滅びる」と説かれている。初期のキリスト教指導者には軍隊に入ることを否定した者が多く、特にオリゲネスは鮮明に非戦を表明した。また使徒行伝には、一、二世紀にローマ軍への勤務を拒否したために迫害を受けた受難者の例が多数ある。
道教にも、ジャイナ教のアヒンサーに似た、非常に厳格な不殺生の規定が存在する。

## 近代における非暴力主義

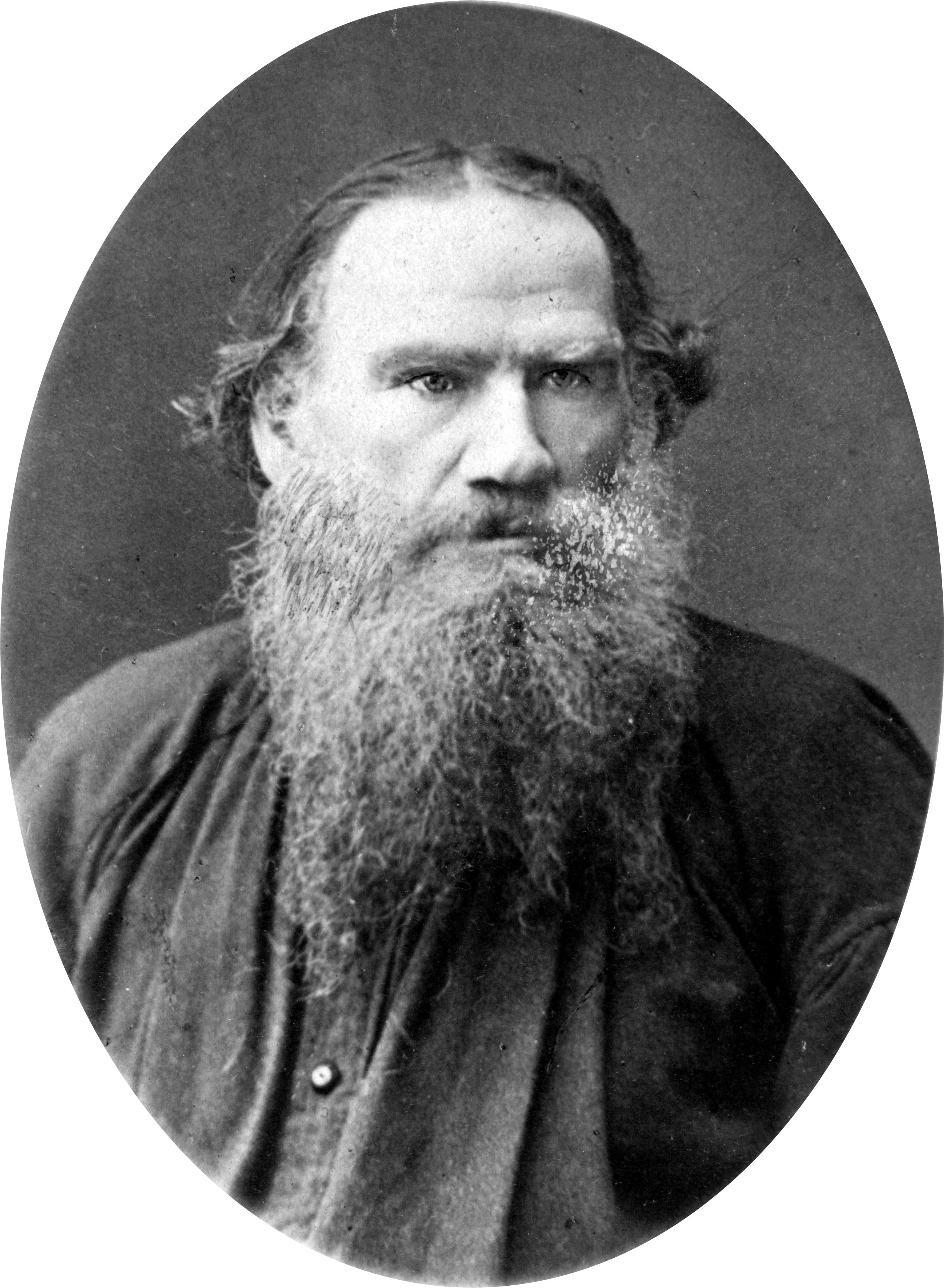
トルストイ

近代において非暴力主義を唱えた思想家の一人は晩年のトルストイで、非暴力主義の代表的な思想家として想起されるガンディーがトルストイの非暴力主義に大きな影響を受けて居た事は、トルストイの思想家としての重要性を示している。

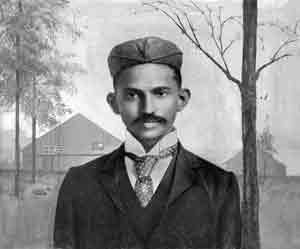
ガンディー

ガンディーは大英帝国に植民地化されたインドで非暴力（サティヤーグラハ）による独立運動を続けて、ついには独立を達成した。これが端緒となり米国の黒人差別やミャンマーの軍事独裁政権に対する抵抗の場でも実践された。